# Charles Dessain
Karel Dessain, né le 15 août 1871 à Malines et mort le 5 septembre 1944 à Malines, est un homme politique belge.

## Biographie
Karel Patrick Jan Maria Dessain est le fils de Pierre Dessain (nl) et le frère de Francis Dessain. Il succède à son père à la tête de l'imprimerie familiale Dessain (nl).
Pour ses services durant la Première Guerre mondiale, il est anobli avec le titre de chevalier en 1922.

## Mandats et fonctions
- Bourgmestre de Malines : 1909-1914, 1914-1944
- Membre du Sénat belge : 1929-1944
- Président de KMKS : 1925-1926
- Président de l'Union des Villes et Communes belges (nl) : 1939-1944

## Sources
- Paul van Molle, Het Belgisch parlement 1894-1972; Standaard Wetenschappelijke Uitgeverij; Antwerpen / Utrecht ; 1972
- H. DE LANNOY, Ridder Karel Dessain (1871-1944). Katholiek burgemeester-senator en rots in de woelige Mechelse branding (deel 108, p. 203-250); Handelingen van de Koninklijke Kring voor Oudheidkunde, Letteren en Kunst van Mechelen; Mechelen; 2004